# Léon, a profi
Léon, a profi (Léon) 1994-ben bemutatott francia nagyjátékfilm. A Léon, a profi kultuszfilm lett és nemzetközi sikert hozott rendezőjének, Luc Bessonnak, valamint a főszereplőknek, Jean Renónak és az elsőfilmes Natalie Portmannek.

## Rövid történet

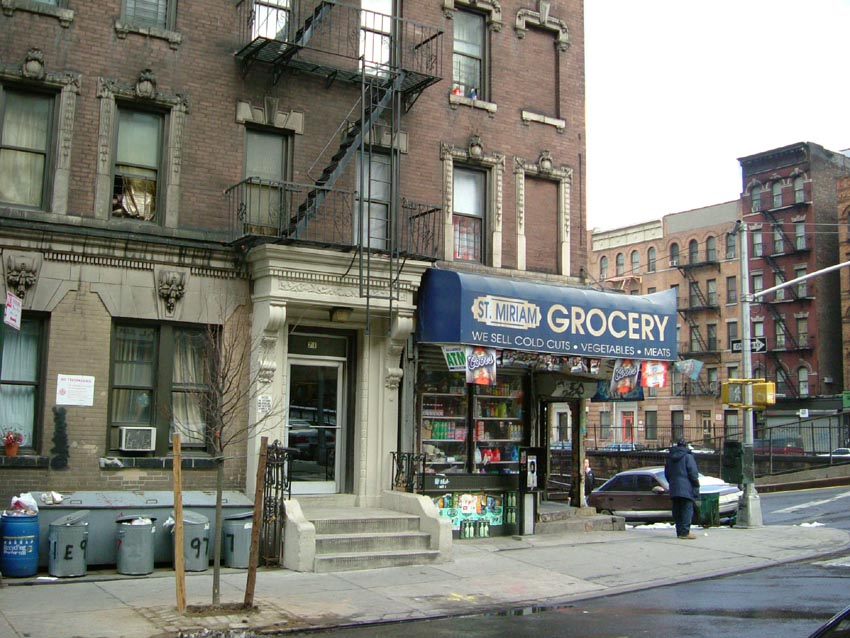
A filmbeli apartmanház

Egy olasz bérgyilkos, akinek nincsenek érzelmei, sok tejet iszik, ülve alszik és nagy rajongója a Gene Kelly-filmeknek. Ő Léon (Jean Reno), aki a legjobb a városban, egyedül dolgozik és magányosan él. Szándékosan választotta az egyedüllétet. A sors azonban keresztezi útját egy kislánnyal, Mathildával (Natalie Portman). A lány apja bűnöző, aki egy korrupt rendőrnek (Gary Oldman) dolgozik. Egyszer hibát követ el, amiért meggyilkolják őt és az egész családját. A mészárlást egyedül Mathilda éli túl, mert éppen nincs otthon. Léon magához veszi a hazatérő kislányt, és ettől fenekestül felborul az élete. Furcsa kapcsolat alakul ki kettőjük között. A lány készül a bérgyilkos pályára, hogy megbosszulja családja halálát, és közben Mathilda plátói érzésekkel beleszeret Léonba. Léon mentora, az olasz negyed hírhedt Tonyja (Danny Aiello) a kezdetektől nem nézi jó szemmel Léon átalakulását, de bízik benne és támogatja. A filmben rengetegen halnak meg, de Léon legfontosabb szabálya: „Nőt és gyereket soha!”

## A cselekmény részletezése
A fekete ruhás, sötét szemüveges, keveset beszélő bérgyilkos Tony vendéglőjében ül, ahol felveszi következő megbízását; A „Kövér Ember” becenevű kábítószerkereskedőnek kell egy üzenetet nyomatékosan átadnia a következő pénteken. A bérgyilkos – a főszereplő – könnyedén végez a tucatnyi testőrrel, akik egy szálloda luxuslakosztályát védik, ahol a Kövér Ember tartózkodik. Nem törődik annak vesztegetési kísérletével és átadja az üzenetet, majd bevásárol és visszaindul a bérlakásába.
A lakása szomszédságában egy kisstílű bűnöző lakik családjával. A lépcsőházban Mathilda, a bűnöző 12 éves kislánya a folyosón cigarettázik és megszólítja a bérgyilkost, de nem beszélnek sokat. Amint a férfi a lakása ajtajához ér, meghallja szomszédját, akit korrupt rendőrtisztek azzal vádolnak, hogy a „csomag” egy részét megtartotta. Stansfield – a korrupt rendőrök vezére – felszólítja, hogy akárhogy is csinálja, kerítse elő a hiányzó anyagot másnap délig. A rendőrök elmennek, az apa felpofozza és bezavarja lányát a lakásba, és a folyosó elcsendesedik.
A férfi ekkor ápolgatja cserepes virágját, elrendezi fegyvereit, lezuhanyzik, tejet iszik és elvégzi csendben a házimunkát, majd nyugovóra tér egy fotelben pisztolya társaságában.
Reggel a családnál nagy a sürgés-forgás, eközben a szomszédban a férfi csendben edz, virágját kiteszi a napfényre, majd moziba megy, Gene Kelly egyik filmjét nézi meg. Mikor visszatér lakásába, látja a vérző orrú Mathildát a folyosón üldögélni. A lány megszólítja őt, mire a férfi nekiadja a zsebkendőjét. A lány pedig megígéri, hogy bevásárol neki.
Lassan elérkezik a dél és a civil ruhás korrupt rendőrök csendben gyülekeznek a folyosón; betörik az ajtót és Stansfield mindenkit lemészárol. Ekkor érkezik vissza Mathilda, aki gyorsan felismerve a helyzetet rezzenéstelen arccal sétál a szomszéd férfi ajtajához. A bérgyilkos azonban gondolkozik, hogy beengedje-e őt, de végül kinyitja az ajtót és ezzel megmenti az életét. Közben Stansfield egyik embere megtalálja az ellopott kábítószert, majd távoznak, mikor megérkezik a rendőri erősítés.
Mathilda és Léon összeismerkednek. A lány elmondja, hogy gyűlölte a családját – a kistestvérét leszámítva –, és hogy nincs hova mennie. Kiderül, hogy Léon egy takarító, fejvadász, alaptétele: „Nőt és gyereket soha!”. A lány, hogy megbosszulja családját, azt szeretné, ha Léon megtanítaná ölni. Léon kezdetben elutasítja, és próbálja tovább élni az életét a lányról tudomást sem véve. Együtt költöznek egy új bérlakásba. Végül egyezséget kötnek, a lány megtanítja a férfit olvasni, takarít és a férfi megmutatja a szakma fogásait. Elkezdődik a lány kiképzése. Reggelente tornáznak, ápolják a növényt – Léon legjobb barátját –, tejet isznak. A lány takarít, Léon olvas, ír, a fegyverek használatát gyakorolják.
Mathilda közben reménytelenül szerelmes lesz Léonba, ami őt mélyen érinti. Egy megbízás során meg is sérül. A lány belopakodik a régi lakásukba, magához veszi a család rejtett vagyonát, a nyomozókat kihallgatva megtudja Stansfield irodájának címét és bosszút esküszik. Meg akarja bízni Léont, hogy ölje meg testvére gyilkosát, de az visszautasítja azt, majd megakadályozza a lány öngyilkossági kísérletét. Ekkor mutatja be Mathildát Tonynak mint a növendékét. Az ellenzi a dolgot, de végül együtt kezdenek el a megbízásokon dolgozni. Mathilda nemcsak a célszeméllyel törődik, elpusztítja a kábítószert is.
A férfi megkéri Tonyt, hogy pénzét adja a lánynak, ha történne vele valami. Léon otthagyja Mathildát, mondván egy kis időre van szüksége, mert a dolgok megváltoztak, mióta vele találkozott. A lány teljesen összetörik, és úgy dönt, hogy maga áll bosszút Stansfielden, de nem jár sikerrel. Amikor Léon visszatér, kiszabadítja. Így Stansfield elvakultan üldözni kezdi őket.
Stansfield meglátogatja Tonyt és kiszedi belőle Léon és a lány rejtekhelyét. 200 fős különleges rendőri erővel vonul ki ellenük. A lányt Léon elküldi, ő maga pedig kommandós ruhában próbálja elhagyni az épületet. Azonban Stansfield felismeri és meglövi. Léon felrobbantja magát és az egész épületet, ezzel megölve Stansfieldet is.
A lány először Tonyhoz megy, majd vissza az iskolába. Az intézet igazgatója visszaveszi, Mathilda pedig elülteti a virágot az intézet kertjében.

## Szereplők
| Szerep                       | Színész               | Magyar hang        | Magyar hang             |
| Szerep                       | Színész               | 1. változat (1995) | 2. változat (2003–2004) |
| ---------------------------- | --------------------- | ------------------ | ----------------------- |
| Léon                         | Jean Reno             | Szakácsi Sándor    | Szakácsi Sándor         |
| Norman Stansfield            | Gary Oldman           | Háda János         | Háda János              |
| Mathilda                     | Natalie Portman       | Vadász Bea         | Vadász Bea              |
| Tony                         | Danny Aiello          | Papp János         | Papp János              |
| Malky                        | Peter Appel           | Széles László      | Hajdu Steve             |
| Stansfield 1. embere, Willie | Willi One Blood       | Csankó Zoltán      | Bodrogi Attila          |
| Stansfield 2. embere         | Don Creech            | Orosz István       | Bolla Róbert            |
| Stansfield 3. embere, Benny  | Keith A. Glascoe      | Hankó Attila       | N/A                     |
| Stansfield 4. embere         | Randolph Scott        | Imre István        | N/A                     |
| Mathilda apja                | Michael Badalucco     | Csuja Imre         | Borbiczki Ferenc        |
| Mathilda anyja               | Ellen Greene          | Kiss Erika         | Takács Andrea           |
| Mathilda nővére              | Elizabeth Regen       | N/A                | Csondor Kata            |
| Mathilda öccse               | Carl J. Matusovich    | N/A                | N/A                     |
| „Kövér ember” Jones          | Frank Senger          | Kránitz Lajos      | Faragó András           |
| Tonto                        | Lucius Wyatt Cherokee | Varga Tamás        | N/A                     |

## Díjak, jelölések
- Czech Lions (1996)
  - díj: legjobb idegen nyelvű film – Luc Besson
- César-díj (1995)
  - jelölés: legjobb film – Luc Besson
  - jelölés: legjobb rendező – Luc Besson
  - jelölés: legjobb színész – Jean Reno
  - jelölés: legjobb operatőr – Thierry Arbogast
  - jelölés: legjobb vágás – Sylvie Landra
  - jelölés: legjobb eredeti filmzene – Eric Serra
  - jelölés: legjobb hang
- Japán Akadémia Díja (1996)
  - jelölés: legjobb külföldi film